# Theodor Selig
Theodor Selig (* 16. September 1874 in Unlingen; † 13. Februar 1967 ebenda) war ein Pfarrer, Geschichts- und Heimatforscher.

## Leben und Werk
Selig wuchs in Unlingen auf und ging auch auf die dortige Schule. Seine Priesterweihe empfing er am 18. Juli 1900. Danach war er Vikar in Bad Waldsee, Schwenningen, Zimmerbach und Zwiefalten. In den Jahren 1904 bis 1908 diente er als Pfarrverweser in Seekirch. Von 1908 bis 1950 erfüllte er als Pfarrer seine Aufgaben in den heutigen Unlinger Teilorten Dietelhofen und Uigendorf.
An jeder Pfarrstelle, an der er seelsorgerisch tätig war, arbeitete er sich in seiner Freizeit in die jeweilige Heimatgeschichte ein. So entstanden mehr als 280 Abhandlungen. Im Mittelpunkt seiner Aufsätze stand der Bussen und die Menschen und Ortschaften um den Bussen herum.
Sein Hauptwerk „Der Marktflecken Unlingen“ veröffentlichte er im Jahre 1930. Für diesen Verdienst erhielt er am 13. November 1930 das Ehrenbürgerrecht von Unlingen. Am 11. Februar 1953 wurde er von der Stadt Riedlingen zum Ehrenbürger ernannt. Seine Heimatgemeinde Unlingen benannte die Theodor-Selig-Straße nach ihm.
Am 13. Februar 1967 starb Theodor Selig in Unlingen.

## Neuere Ausgaben
- Theodor Selig: Um den Bussen. Heimatgeschichtliche Forschungen und Erzählungen. Ausgewählt und hrsg. von Ferdinand Kramer. Federsee-Verlag, Bad Buchau 1987, ISBN 3-925171-16-9.
- Theodor Selig (Hrsg.): Der Marktflecken Unlingen. Eine Heimatgeschichte für seine Landsleute. Neuauflage. Gemeinde Unlingen, Unlingen 1998